# Kanton Landau
Der Kanton Landau (franz.: Canton de Landau) war eine von ursprünglich 30 Verwaltungseinheiten, in die sich das Departement Niederrhein (franz.: Département du Bas-Rhin) in den 1790er Jahren zunächst gliederte. Der Kanton Landau war in den Jahren 1793 bis 1804 Teil der Französischen Republik und bis 1815 Teil des Napoleonischen Kaiserreichs. Hauptort (chef-lieu) und namensgebend war die heutige Stadt Landau in der Pfalz.
Der Kanton war zugleich Friedensgerichtsbezirk und gehörte zum Arrondissement Weissenburg (franz.: Arrondissement de Wissembourg).
Nachdem die Pfalz 1816 zum Königreich Bayern gekommen war, wurden die Kantone zunächst beibehalten und waren Teile der Verwaltungsstruktur bis 1852. Der Gebietsstand des bayerischen Kantons Landau war nicht identisch mit dem des französischen Kantons.
Das Verwaltungsgebiet des Kantons Landau lag annähernd vollständig auf dem Gebiet der Stadt Landau in der Pfalz und im heutigen Landkreis Südliche Weinstraße in Rheinland-Pfalz.

## Gemeinden
Die Auflistung der Gemeinden und die Einwohnerzahlen (Spalte „EW 1814“) sind einer 1816 erschienenen französischsprachigen Publikation entnommen, die auf einer amtlichen Statistik aus dem Jahr 1814 beruht (in Klammern Ortsnamen in der damaligen Schreibweise); die vorherige Zugehörigkeit zu den verschiedenen Territorien ist aus unterschiedlichen Unterlagen zusammengetragen.
| Gemeinde                       | Territorium vor 1793         | EW 1814 | Landkommissariat 1818    | heute                     | LK  |
| ------------------------------ | ---------------------------- | ------- | ------------------------ | ------------------------- | --- |
| Altdorf                        | Graf von Degenfeld           | 468     | Landau, Edenkoben        | Altdorf                   | SÜW |
| Arzheim (Artzheim)             | Herrschaft Madenburg         | 923     | Landau, Landau           | Landau in der Pfalz       | LD  |
| Dammheim (Damheim)             | Königreich Frankreich        | 366     | Landau, Landau           | Landau in der Pfalz       | LD  |
| Eschbach                       | Herrschaft Madenburg         | 640     | Landau, Landau           | Eschbach                  | SÜW |
| Essingen                       | Freiherr von Dalberg         | 1.142   | Landau, Landau           | Essingen                  | SÜW |
| Freisbach (Freischbach)        | Graf von Degenfeld           | 439     | Germersheim, Germersheim | Freisbach                 | GER |
| Gommersheim                    | Graf von Degenfeld           | 693     | Landau, Edenkoben        | Gommersheim               | SÜW |
| Herxheim                       | Hochstift Speyer, Lauterburg | 2.675   | Landau, Landau           | Herxheim bei Landau/Pfalz | SÜW |
| Herxheimweyher (Herxheimweyer) | Hochstift Speyer, Lauterburg | 377     | Landau, Landau           | Herxheimweyher            | SÜW |
| Ingenheim                      | Freiherr von Gemmingen       | 1.104   | Bergzabern, Bergzabern   | Billigheim-Ingenheim      | SÜW |
| Landau                         | Königreich Frankreich        | 4.980   | Landau, Landau           | Landau in der Pfalz       | LD  |
| Niederhochstadt                | Johanniterorden, Heimbach    | 855     | Landau, Landau           | Hochstadt (Pfalz)         | SÜW |
| Nußdorf (Nussdorf)             | Königreich Frankreich        | 1.210   | Landau, Landau           | Landau in der Pfalz       | LD  |
| Oberhochstadt                  | Kurpfalz, Germersheim        | 450     | Landau, Landau           | Hochstadt (Pfalz)         | SÜW |
| Queichheim                     | Königreich Frankreich        | 575     | Landau, Landau           | Landau in der Pfalz       | LD  |
| Ranschbach (Ransbach)          | Herrschaft Madenburg         | 336     | Landau, Landau           | Ranschbach                | SÜW |
| Waldhambach                    | Herrschaft Madenburg         | 373     | Bergzabern, Annweiler    | Waldhambach               | SÜW |
| Waldrohrbach                   | Herrschaft Madenburg         | 235     | Bergzabern, Annweiler    | Waldrohrbach              | SÜW |

Nach einem Jahrbuch aus dem Jahr 1799 gehörten zu der Zeit auch Hayna und Rülzheim zum Kanton Landau.

## Geschichte
Die Stadt Landau mit ihren Vororten Dammheim, Nußdorf und  Queichheim gehörte schon seit 1680 zu Frankreich. Auch die zum speyerischen Oberamt Lauterburg und zur Herrschaft Madenburg gehörende Ortschaften Arzheim, Eschbach, Herxheim, Herxheimweyher, Ranschbach, Waldhambach und Waldrohrbach unterstanden bereits vor der französischen Revolution (1789) der französischen Oberhoheit und wurden vor 1792 unter die volle Souveränität des französischen Staates gestellt. Die übrigen, später zum Kanton Landau gehörenden Ortschaften wurden durch ein Dekret des Nationalkonvents vom März 1793 der Französischen Republik angegliedert.
Das Departement Niederrhein (franz.: Département du Bas-Rhin) wurde 1790 als Teil der neuen französischen Verwaltungsstrukturen gebildet und gliederte sich zunächst in 30, später in 41 Kantone. Das insgesamt bis 1793 hinzugekommene Gebiet nördlich der Lauter (genannt „neuer Distrikt von Landau“) wurde dem Arrondissement Weissenburg (franz.: Arrondissement de Wissembourg) zugeordnet und in die Kantone Bergzabern, Billigheim, Dahn, Kandel und Landau eingeteilt. Im Jahr 1799 gehörten 20 Gemeinden mit insgesamt 16.461 Einwohnern zum Kanton.
Im Pariser Frieden vom 30. Mai 1814 wurden die Grenzen zwischen den Departements der Mosel und des Niederrheins (beide blieben auf der französischen Seite) und des Donnersbergs (nun deutsche Seite) neu festgelegt. Hierbei blieb der Kanton Landau zunächst beim Departement des Niederrheins und bei Frankreich.
Die neue Grenze führte bezüglich der kantonalen Zuordnung zu einigen Änderungen:
Aus dem Kanton Landau wurden ausgegliedert und dem Gebiet des Departements des Donnersbergs zugeordnet:
- Altdorf wechselte zum Kanton Edenkoben
- Eschbach, Waldhambach und Waldrohrbach wechselten zum Kanton Annweiler
- Freisbach, Niederhochstadt und Oberhochstadt wechselten zum Kanton Germersheim

Zum Kanton Landau kamen die vom Departement des Donnersbergs abgetrennten Gemeinden:
- Bellheim und Knittelsheim vom Kanton Germersheim
- Impflingen vom Kanton Annweiler
- Insheim und Mörlheim (Merlenheim) vom Kanton Edenkoben

Nach Napoleons endgültiger Niederlage bei der Schlacht von Waterloo (Juni 1815) und dem daraus resultierenden Pariser Frieden vom 20. November 1815 wurde die französische Grenze nach Süden auf den Verlauf der Lauter verschoben. Der neu entstandene „Bezirk an der Lauter“ wurde vorläufig von einem österreichischen „General-Commissär“ verwaltet.

## Bayerischer Kanton Landau
Am 14. April 1816 wurde zwischen Österreich und Bayern ein Staatsvertrag geschlossen, in dem ein Austausch verschiedener Staatsgebiete vereinbart wurde. Hierbei wurden die linksrheinischen österreichischen Gebiete zum 1. Mai 1816 an das Königreich Bayern abgetreten.
Der nunmehr bayerische Kanton Landau gehörte im neu geschaffenen Rheinkreis zur Kreisdirektion Landau. Nach der Untergliederung des Rheinkreises in Landkommissariate (1818) gehörte der Kanton Landau zum Landkommissariat Landau.
Bis 1817 gingen an den bayerischen Kanton Landau:
- vom Kanton Annweiler: Birkweiler, Godramstein, Göcklingen, Impflingen, Leinsweiler und Siebeldingen
- vom Kanton Edenkoben: Bornheim, Frankweiler, Insheim, Mörlheim, Offenbach und Walsheim
- vom Kanton Bergzabern: Ilbesheim, Mörzheim und Wollmesheim

Zum bayerischen Kanton Landau gehörten nach 1817 insgesamt 27 Gemeinden (Ortsnamen in der damaligen Schreibweise):
| - Arzheim - Birkweiler - Bornheim - Dammheim - Eschbach - Essingen - Frankweiler - Godramstein - Göcklingen | - Herxheim - Herxheimweiher - Ilbesheim - Impflingen - Insheim - Landau - Leinsweiler - Mörlheim - Mörzheim | - Nieder-Hochstadt - Nußdorf - Ober-Hochstadt - Offenbach - Queichheim - Ranschbach - Siebeldingen - Walsheim - Wolmesheim |